# Interalliierte Baltikum-Kommission

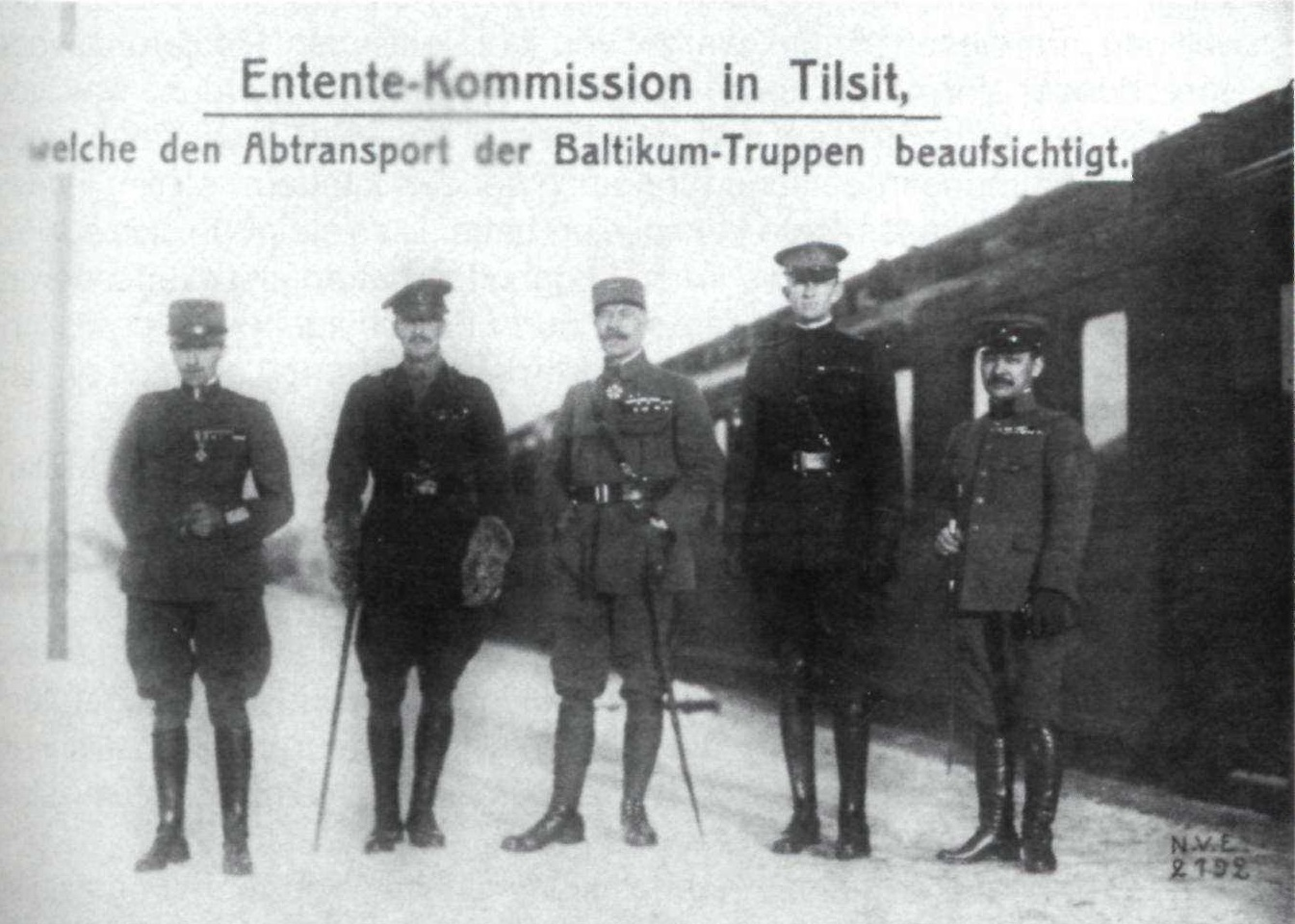
Vertreter von Italien, England, Frankreich, USA und Japan. In der Mitte General Niessel

Die Interalliierte Baltikum-Kommission (amtlich: Commission Interalliée des Régions Baltiques) wurde 1919 von den Siegermächten des Ersten Weltkrieges aufgestellt; als Militärkommission sollte sie den Abzug der deutschen Truppen aus dem Baltikum überwachen.

## Hintergrund
Im nördlichsten Gebiet des Deutschen Reiches und im anschließenden Baltikum hatte sich im November 1919 eine brisante Situation entwickelt, die für Deutschland unabsehbare Folgen haben konnte. Bereits Mitte November 1918 sahen sich die Militärs wegen der instabilen Verhältnisse an den Ostgrenzen des Reiches gezwungen, Freiwilligenverbände aufzustellen. Aus ihnen entstand mit offizieller Unterstützung der Reichsregierung der Grenzschutz Ost. Den eigentlichen Rahmen gaben die reaktivierten Grenzkorps der ehemaligen Preußischen Armee und vier weitere im Kriege aufgestellte Korps, die sich nun im baltischen Raum befanden. Die neu oder wieder entstandenen Staaten Lettland und Litauen waren an diesen Truppen interessiert, weil sie durch vorrückende Einheiten der Roten Armee um ihre Selbständigkeit fürchteten. Für die Werbung der Freiwilligen zum Einsatz im lettischen Unabhängigkeitskrieg waren von der lettischen Regierung vage Versprechungen für individuellen Landerwerb gemacht worden, was von den deutschen Werbestellen und den Freiwilligen allzu ernst genommen wurde; die Stimmung in Lettland (und Litauen) schlug jedoch um, als sich deren Gesamtlage konsolidiert hatte. Dies steigerte sich so weit, dass die deutschen Truppen, die ihnen geholfen hatten, mit Waffengewalt vertrieben werden sollten. Bei der verwickelten Lage überschlugen sich die Ereignisse. Im November 1919 kam es sogar zur Kriegserklärung Lettlands an das Deutsche Reich.

### Französische Kommission
Von Paris kommend, traf die Kommission mit ihren Vertretern von Frankreich, dem Vereinigten Königreich, den Vereinigten Staaten, Italien und dem Japanischen Kaiserreich am 7. November 1919 in Berlin ein. Nach Königsberg weitergereist, verhandelte sie am 11. November mit den dortigen Kommandobehörden.  Am 13. November erreichte sie Tilsit, wo sie ihren Sitz hatte. Der französische General Henri Albert Niessel leitete die Kommission. Sein Chef des Stabes war der französische Oberst Edmond Louis Dosse.
Niessel verhandelte mit der lettischen Regierung in Riga, fuhr nach Kowno zur litauischen Regierung, nach Memel und nach Mitau zum Kommandierenden General des VI. Reserve-Korps, dem Generalleutnant Walter von Eberhardt. Trotz der anhaltenden Kämpfe zwischen deutschen und lettischen bzw. litauischen Truppen hatte die baltische Kommission guten Kontakt zu den gegnerischen Stabsquartieren, die sie je nach Lage und Anlass auch aufsuchte.

### Deutsche Delegation
Von deutscher Seite war ebenfalls eine Delegation unter dem Vorsitz von Vizeadmiral Albert Hopman gebildet worden. Als Chef des Stabes trat zu ihm der Major i. G. Friedrich von Keßler, als Vertreter des Auswärtigen Amtes der Legationsrat Dr. Herbert von Dirksen. Diese Delegation sollte der IMKK bei der Lösung der Probleme helfen. So traf man sich zur zweiten Besprechung bereits am 13. November beim Generalkommando des VI. Reserve-Korps in Tilsit, dessen Truppen im Baltikum standen.
Die Hauptsorge der Deutschen war die sichere Heimführung der deutschen und baltischen Flüchtlinge, der Lebensmittelvorräte, des Heeresguts und sonstiger wertvoller Güter. Zwar war nun ein Waffenstillstand für die Räumung ausgehandelt, die bis zum 13. Dezember beendet sein sollte; der Mangel an Bahnlinien und rollendem Gut, nicht zuletzt immer wieder aufflammende Kämpfe verzögerten aber alles. Hinzu kamen Schneefall, Regen, grundlose Wege, ungenügende Unterbringungsmöglichkeiten und versagende Pferde. Das hatte zur Folge, dass der Chef der Baltikum-Kommission neue Forderungen stellte. Ihr ultimativer Charakter ergab sich aus Mitteilungen über die Absichten der Entente. Danach beabsichtigte sie, „falls die Dinge nicht nach ihrem Wunsch gingen, nicht nur die Wiederaufnahme der Feindseligkeiten durch Letten und Litauer zu veranlassen, sondern auch in Westdeutschland einzumarschieren und die Blockade in vollem Umfang wieder aufzunehmen“. Die Baltikum-Kommission drohte mit sofortiger Abreise. Trotz aller Schwierigkeiten gelang die Rückführung von Mensch und Material per Bahn und im Fußmarsch zur rechten Zeit. Zurückbleiben mussten 6000 neue deutsche Gewehre, denen aber die Kolben abgeschlagen wurden. Ebenfalls aus Sicherheitsgründen wurden Gleise und Munitionsdepots gesprengt. Bereits am 18. Dezember 1919 begannen die Transporte der Baltikumtruppen zu den Demobilisierungsorten.

### Sicherheit
Die Bevölkerung des nördlichen Ostpreußen wünschte die Belassung von Baltikumtruppen als Verstärkung des Grenzschutzes gegen etwaige Einfälle der Letten und Litauer; das Reichswehrministerium lehnte den Wunsch aber ab. Stattdessen wurden ab Mitte Januar 1920 Teile von fünf Brigaden der Reichswehr aus Mitteldeutschland in den Raum südlich der
Memel, in die beiden damals noch (bis 1922) bestehenden Kreise Tilsit und Ragnit, verlegt. Sie wurden in der neuen Reichswehrbrigade von Dassel zusammengefasst, die mit dem Brigadestab und der Feldpost-Expedition Nr. 3054 in Tilsit lag. Mit dem Ende des Grenzschutzes am 31. März 1920 wurden die einzelnen Teile wieder zu ihren alten Standorten zurückbeordert.

## Erinnerung
Nur eine Veröffentlichung zeugt noch von jener Zeit in Tilsit, das Buch von Henri Albert Niessel. Die Stadt Tilsit gab der kurzen Straße zwischen Anger und Landgericht den Namen Freikorps-von-Randow-Straße. Hauptmann Alfred von Randow hatte sich mit seinem Detachement von Randow in den Baltikumkämpfen ausgezeichnet.